# Schaukäserei

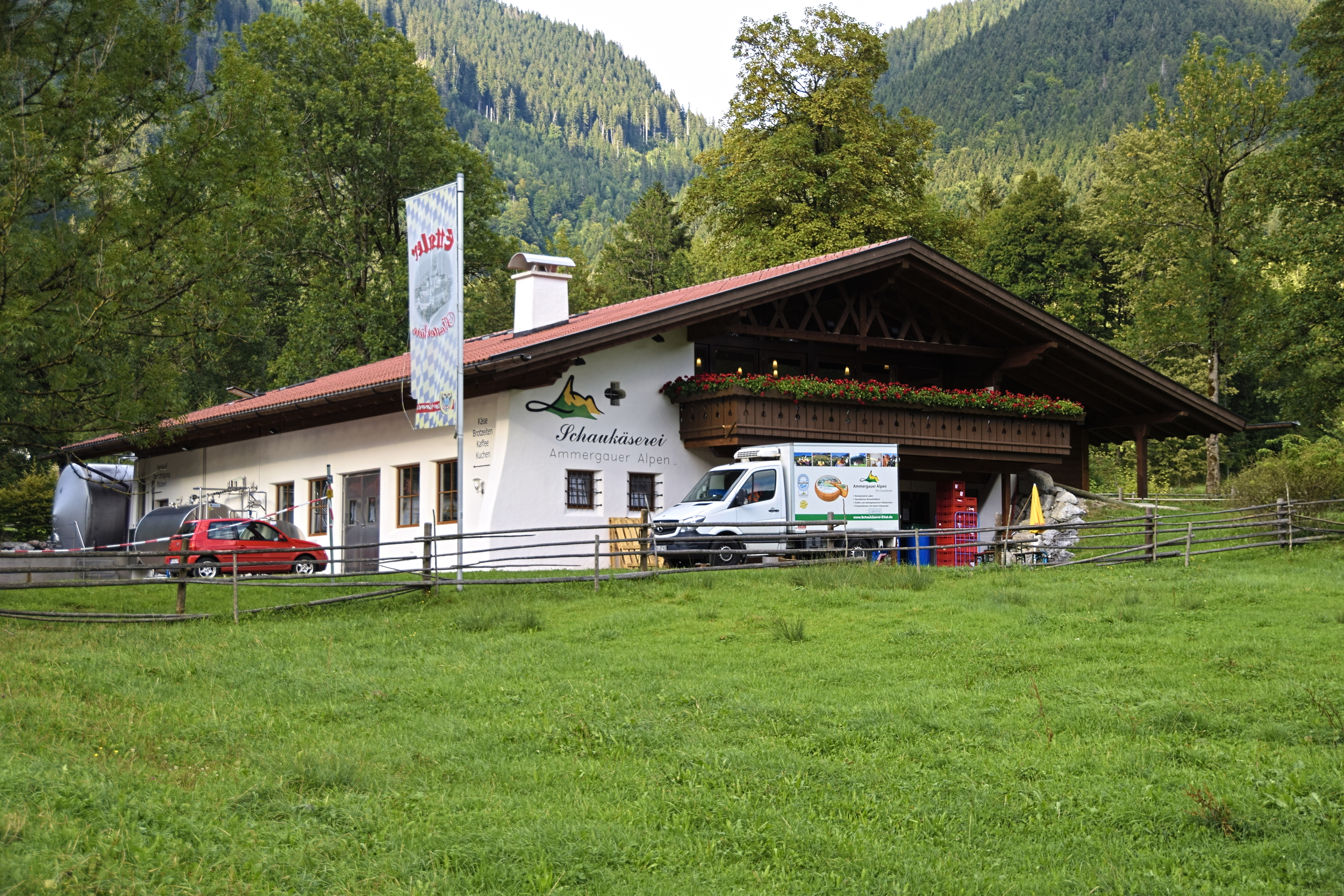
Eine Schaukäserei in Bayern

Unter einer Schaukäserei versteht man einen zu bestimmten Öffnungszeiten (oder nach Voranmeldung) frei zugänglichen Betrieb, wo man der Käseherstellung von den Rohstoffen (Milch und Lab) zu Hartkäse beiwohnen kann.
Auch eine Verkostung ist oft möglich und bei größeren Betrieben ist ein Restaurationsbetrieb angeschlossen. Manchmal findet ein Direktverkauf des im Betrieb hergestellten Käses und von anderen Molkereiprodukten statt.
Schaukäsereien finden als Marketingkonzept, aber auch als Touristik-Attraktion Anwendung und deren Besichtigung wird in der Regel kostenlos angeboten.